# Bischofsherrschaft
 (février 2025).

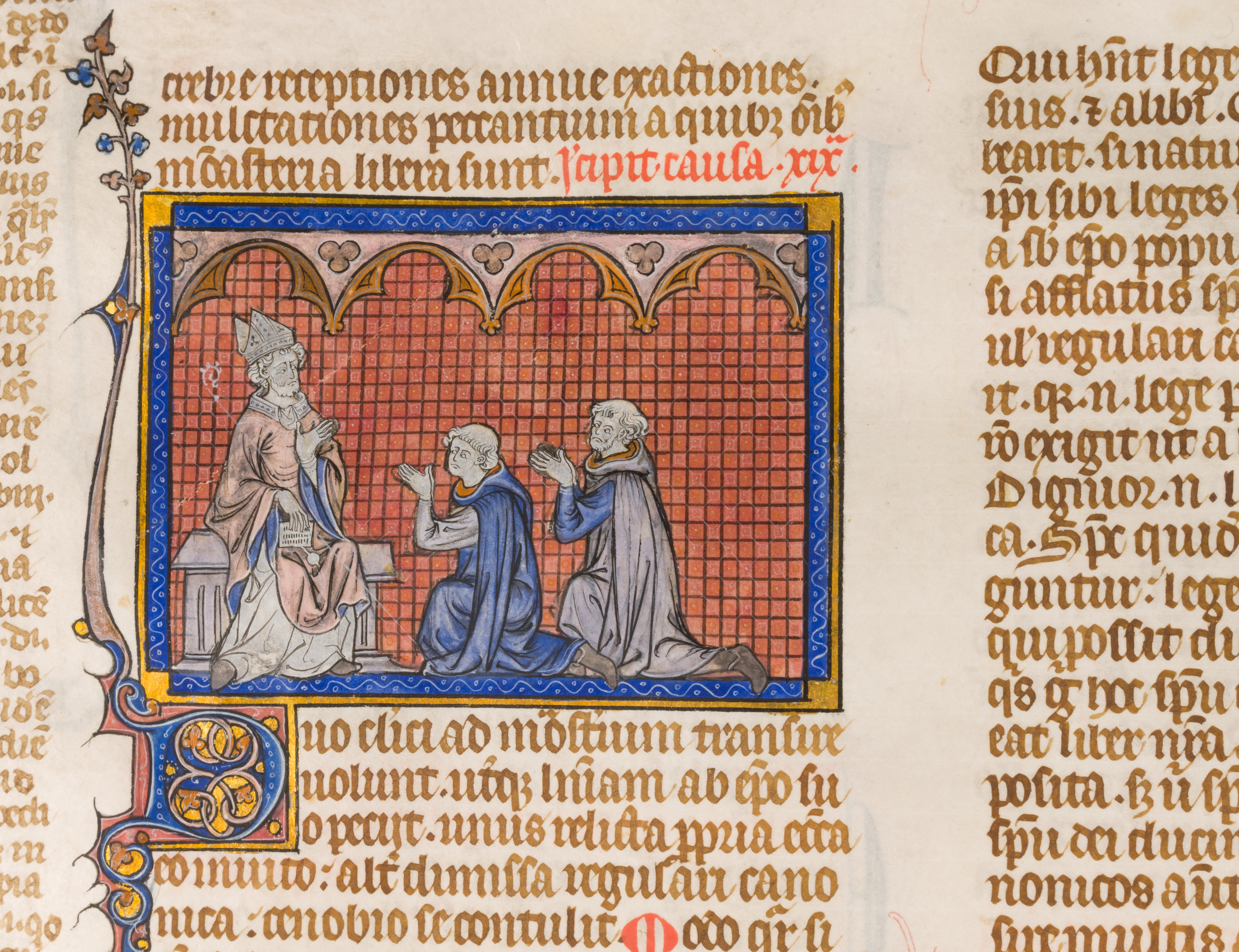
Enluminure de Maître Honoré provenant d'un manuscrit du Décret de Gratien, figurant un évêque assis sur un trône, avec mitre et crosse devant deux clercs agenouillés, c. 1290, Metropolitan Museum of Art.

Bischofsherrschaft (« régime épiscopal ») ou « gouvernance épiscopale de la cité » désigne un phénomène qui se produit principalement dans la Gaule de l'Antiquité tardive, à savoir un évêque qui a également une importance séculière, ainsi que la particularité d'une occupation accrue de l'évêché par l'aristocratie gallo-romaine locale à partir du premier tiers du Ve siècle.
Les conditions spécifiques des villes gauloises avec leurs grands territoires de civitas y ont contribué, leur élite consciente d'elle-même se considérant en partie comme un pôle opposé à la centrale impériale en Italie et trouvant dans la fonction épiscopale une possibilité appropriée d'activité politique ainsi que de préservation de leur position de direction sociale.
La recherche historique allemande a forgé avec ce terme un « terminus technicus » également utilisé dans les publications de recherche anglaises ou françaises.

## Histoire

### De la constitution presbytérienne paléochrétienne au monépiscopat
À partir de 80 après J.-C., de nombreuses congrégations adoptèrent une constitution de presbytère avec un organe directeur placé au-dessus de la congrégation, qui ne représentait plus une simple représentation de la congrégation, comme c'était supposé pour les anciens de la congrégation de Jérusalem sous Jacob. Les presbytres (du grec ancien πρεσβύτερος presbýteros « ancien », racine du mot « prêtre ») étaient les premiers fonctionnaires chrétiens qui soutenaient l'évêque et formaient le presbytère avec lui. Il n'y avait souvent pas de distinction claire entre l'épiscopat (du grec ancien ἐπίσκοπος episkopos « surveillant ») et le presbytérat, et dans de nombreux endroits, l'évêque était nommé parmi le groupe des presbytres. Le (mono-)épiscopat, c'est-à-dire la fonction d'évêque et la direction des communautés chrétiennes par un seul évêque, s'est instauré à partir du IIe siècle.

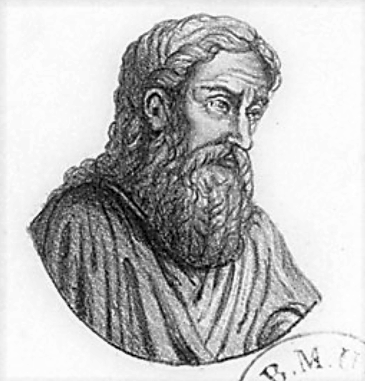
Portrait de Sidoine Apollinaire, gravure de la collection « L'Auvergne en portraits » de la Bibliothèque du patrimoine de Clermont Auvergne Métropole.

### Bischofsherrschaft, régime épiscopal dans la Gaule de l'Antiquité tardive
À partir du Ve siècle, l'évêque, élu à vie, joue un rôle si important dans la société que le terme de « régime épiscopal » s'impose, notamment en Gaule. La noblesse sénatoriale gallo-romaine modifie alors le cadre de pensée qui avait été jusque-là façonné par l'empire et qui légitimise le pouvoir en Gaule. Contre la résistance de ceux qui, selon des idées de longue date, ne définissaient pas la fonction d'évêque dans un sens aussi séculier, l'aristocratie gauloise, qui opérait auparavant au niveau impérial, a intégré la dignité épiscopale comme couronnement de la carrière séculière (cursus honorum), changeant ainsi le cadre de la légitimité politique, leur auto-interprétation et l'ordre politique des empereurs de l'Antiquité dans l'Empire romain aux Mérovingiens médiévaux à Paris.

### Règne et pouvoir des évêques gallo-romains
Certains évêques exerçaient un pouvoir séculier et construisaient des murs et des aqueducs (comme Sidoine Apollinaire, comme le rapporte Sulpice Sévère), négociaient pour leur ville en temps de guerre et de paix, et disposaient parfois même de « troupes qui ne servaient pas seulement à la défense ».

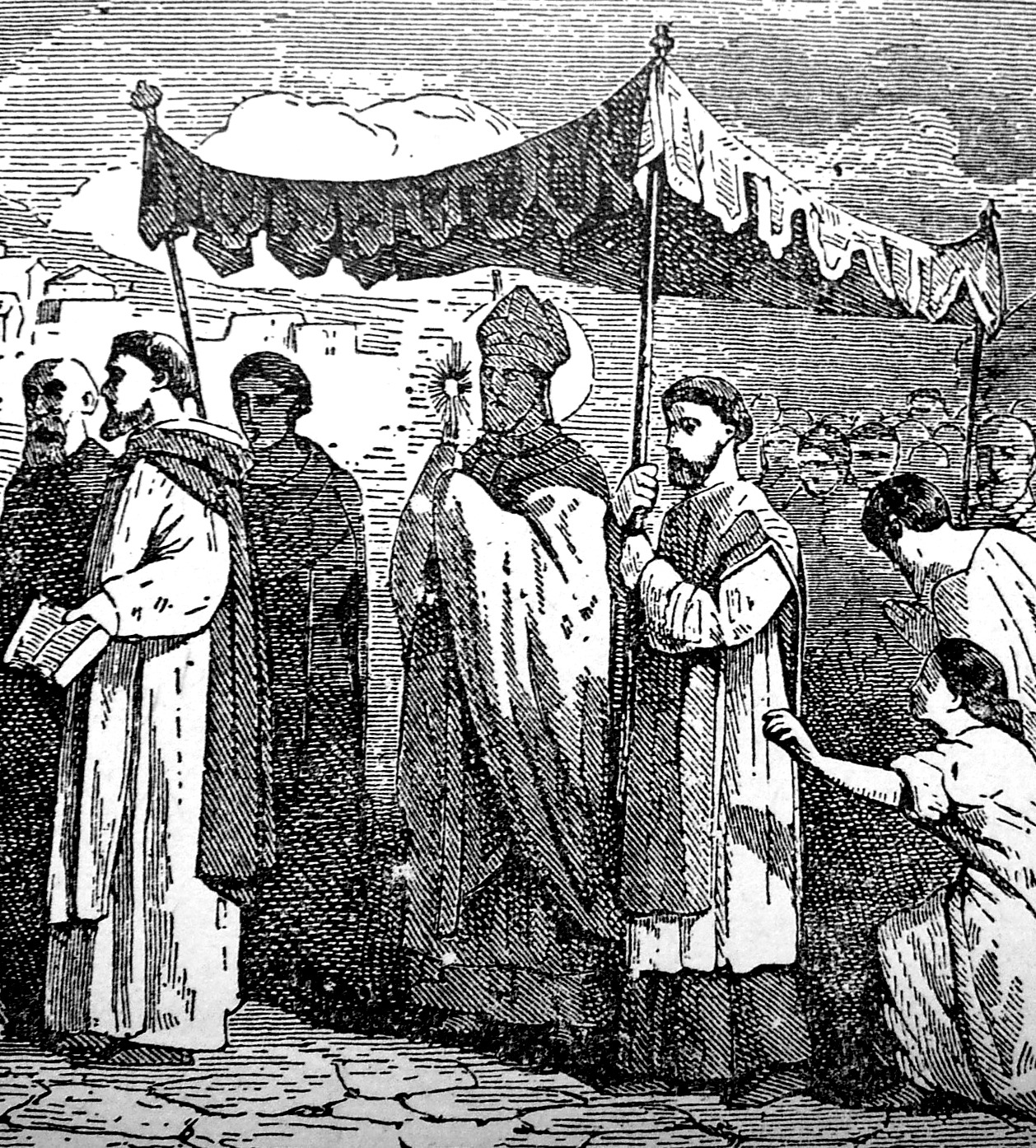
Mamertus pendant la procession de supplication avec le Saint Sacrement.

### La liturgie comme instrument de pouvoir
La liturgie a également changé au Ve siècle. Forts de plusieurs siècles, les ordonnés doivent renoncer à leur profession séculière, porter l'uniforme (tonsure, habit) et porter la règle strictement organisée de l'évêque. À Vienne, vers 470, l'évêque Mamertus utilisa même sa liberté créatrice en matière de liturgie pour consolider la légitimité de son pouvoir politique en inventant, à l'occasion de violents orages, une procession de supplications qui menait des murs de la ville de Vienne à la basilique la plus proche et qui était suivie par de nombreuses personnes pleines de remords, bien que cela provoquât une grande indignation parmi les pairs aristocratiques de Mamertus.